# 10-ih pr. Kr.
1. tisućljeće pr. Kr.
◄ | 2. stoljeće pr. Kr. | 1. stoljeće pr. Kr. | 1. stoljeće► | 
◄ | 40-ih pr. Kr. | 30-ih pr. Kr. | 20-ih pr. Kr. | 10-ih pr. Kr. | 0-ih pr. Kr. | 0-ih | 10-ih | ►
19. pr. Kr. | 18. pr. Kr. | 17. pr. Kr. | 16. pr. Kr. | 15. pr. Kr. | 14. pr. Kr. | 13. pr. Kr. | 12. pr. Kr. | 11. pr. Kr. | 10. pr. Kr.

## Svjetska politika
- rimski mir (Pax Romana)

## Važnije osobe
- August, rimski car (27. pr. Kr. - 14.)